# ジェイグループホールディングス
株式会社ジェイグループホールディングス（英: j-Group Holdings Corp.）は、愛知県名古屋市中区に本社を置く外食チェーン運営会社。東証グロース上場。

## 概要
名古屋を中心に居酒屋やレストランなど各種飲食店を出店している。大津サービスエリア下りの運営も実施。
1997年（平成9年）に名古屋レジャー開発株式会社の出身者によりジェイプロジェクトとして設立された。2013年（平成25年）の持株会社体制移行に伴い、純粋持株会社となり株式会社ジェイプロジェクトから株式会社ジェイグループホールディングスに商号変更し、グループ管理以外の事業は（新）株式会社ジェイプロジェクトに承継した。2023年（令和5年）6月1日、株式会社ジェイプロジェクトを吸収合併し、事業持株会社となった。

## 沿革
- 1997年（平成9年）3月3日 - 「有限会社ジェイプロジェクト」として設立[1]。
- 2001年（平成13年）3月 - 組織変更により「株式会社ジェイプロジェクト」（初代）を設立[1]。
- 2006年（平成18年）11月30日 - 東証マザーズに株式を上場[1]。
- 2009年（平成21年）4月 - ジェイプロジェクト硬式野球部を創部。
- 2010年（平成22年）3月29日 - 現在地に本社を移転。
- 2012年（平成24年）9月3日 - 持株会社体制に移行。グループの経営・資産管理以外の事業を「株式会社ジェイプロジェクト」（2代）に新設分割[1]。「株式会社ジェイプロジェクト」（初代）は「株式会社ジェイグループホールディングス」に商号変更[1]。
- 2016年（平成28年）3月1日 - 株式会社ジェイメディックスを吸収合併。株式会社ジェイプロジェクトに株式会社ジェイエイト・株式会社ディアジェイ・株式会社SARUを吸収合併。
- 2017年（平成29年）11月30日 - 焼き鳥屋の「博多かわ屋」の運営およびフランチャイズ展開する株式会社かわ屋インターナショナルを子会社化[3]。
- 2023年（令和5年）6月1日 - 株式会社ジェイプロジェクト（2代）及び株式会社ジェイブライダルを吸収合併[4]。
- 2025年（令和7年）1月14日 - 株式会社エッジオブクリフ＆コムレイドおよびそのグループ会社である株式会社ＥＯＣクラシコと株式会社ＥＯＣブレインの全株式を取得し、子会社化[5]。

## 主な運営業態
- 居酒屋 - 芋蔵(イモゾウ)、博多かわ屋(ハカタカワヤ)、吟醸マグロ(ギンジョウマグロ)、光蔵、きばくもん、サーモンパンチ、ほっこり
- カフェ - 猿Cafe
- レストラン - 大阪王将、名古屋めし食堂丸八(ナゴヤメシショクドウマルハチ)、うな匠(ウナショウ)

## 事業所
- 本社（愛知県名古屋市中区）
- 東京支店（東京都港区）

## 子会社
- 株式会社ジェイフィールド（仕入れ・卸・人材関連・販促制作事業）
- 株式会社ジェイキャスト（人材派遣事業）
- 株式会社ボカディレクション（飲食事業）
- 株式会社かわ屋インターナショナル（飲食事業）
- 株式会社かわ屋東京（飲食事業）
- 株式会社ジェイアセット（不動産事業）
- NEW FIELD NEW YORK.LLC.（飲食事業）
- NEW FIELD BANGKOK CO.,LTD.（飲食事業）

かつての子会社
- サンクスマインド株式会社（飲食事業） - 当社に吸収合併
- 株式会社ジェイグループインターナショナル（海外事業の統括・管理） - 当社に吸収合併
- 株式会社ジェイプロジェクト（飲食事業） - 当社に吸収合併
- 株式会社ジェイブライダル（ブライダル事業） - 当社に吸収合併
- NEW FIELD HONOLULU,INC. （飲食事業） - 株式譲渡
- KAKEHASHI S.L.U.（スペインの飲食事業） - 2023年6月に株式譲渡[6]

## スポーツ
2009年（平成21年）に硬式野球部が結成され、社会人野球チームとして活動している。